# Salvation Sue (film 1919)
Salvation Sue è un cortometraggio muto del 1919 diretto di Al Christie.

## Produzione
Il film fu prodotto dalla Christie Film Company.

## Distribuzione
Il film - un cortometraggio di una bobina - uscì nelle sale cinematografiche USA il 10 febbraio 1919.